# Fireworks (Bonfire)
Fireworks è il secondo album in studio dei Bonfire, uscito nel 1987 per l'etichetta discografica BMG International.

## Tracce
1. Ready 4 Reaction (Deisinger, Lessmann, Maier-Thorn, Ziller) 3:42
2. Never Mind (Deisinger, Lessmann, Maier-Thorn, Ziller) 3:39
3. Sleeping All Alone (Deisinger, Lessmann, Lynn Turner, Maier-Thorn, Ponti, Ziller) 3:35
4. Champion (Deisinger, Lessmann, Maier-Thorn, Ziller) 3:30
5. Don't Get Me Wrong (Deisinger, Lessmann, Maier-Thorn, Ziller) 3:24
6. Sweet Obsession (Deisinger, Lessmann, Lynn-Turner, Maier-Thorn, Ponti, Ziller) 3:02
7. Rock Me Know (Deisinger, Lessmann, Maier-Thorn, Ziller) 4:15
8. American Nights (Lessmann, Maier-Thorn, Ribler, Ziller) 3:41
9. Fantasy (Deisinger, Lessmann, Maier-Thorn, Ziller) 4:40
10. Give It a Try (Deisinger, Lessmann, Maier-Thorn, Ziller) 4:32
11. Cold Days (Lessmann, Ziller) 4:23

## Formazione
- Claus Lessmann - voce
- Hans Ziller - chitarra
- Horst Maier-Thorn - chitarra
- Joerg Deisinger - basso
- Ken Mary - batteria